# العبودية في البحرين

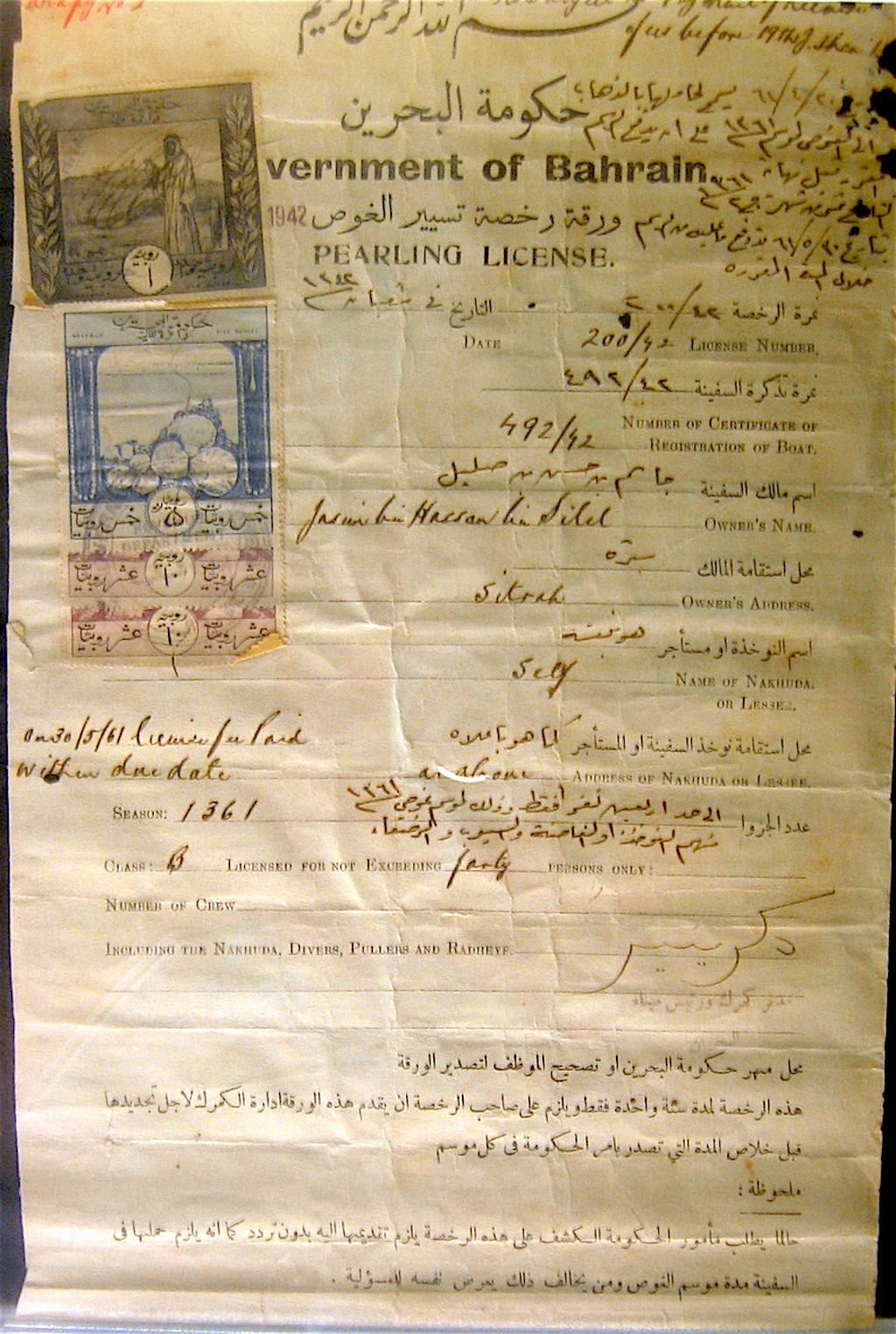
رخصة صيد اللؤلؤ في البحرين 1942. في الأربعينيات من القرن العشرين كان عمال صناعة اللؤلؤ يهيمن عليهم العبيد.

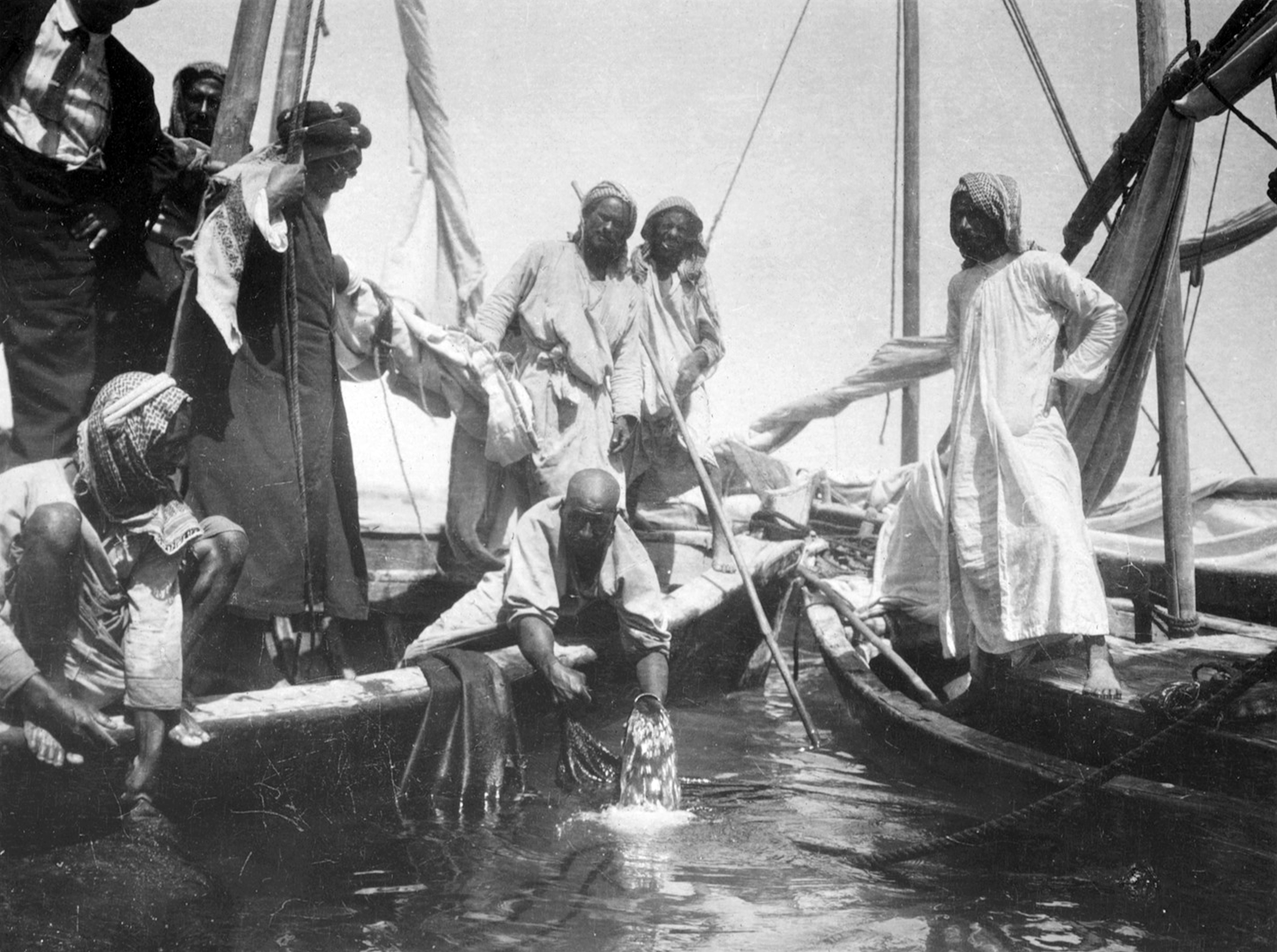
الغوص بحثا عن اللؤلؤ في البحرين، مارس 1911. في ذلك الوقت كان عمال صناعة اللؤلؤ يهيمن عليهم العبيد.

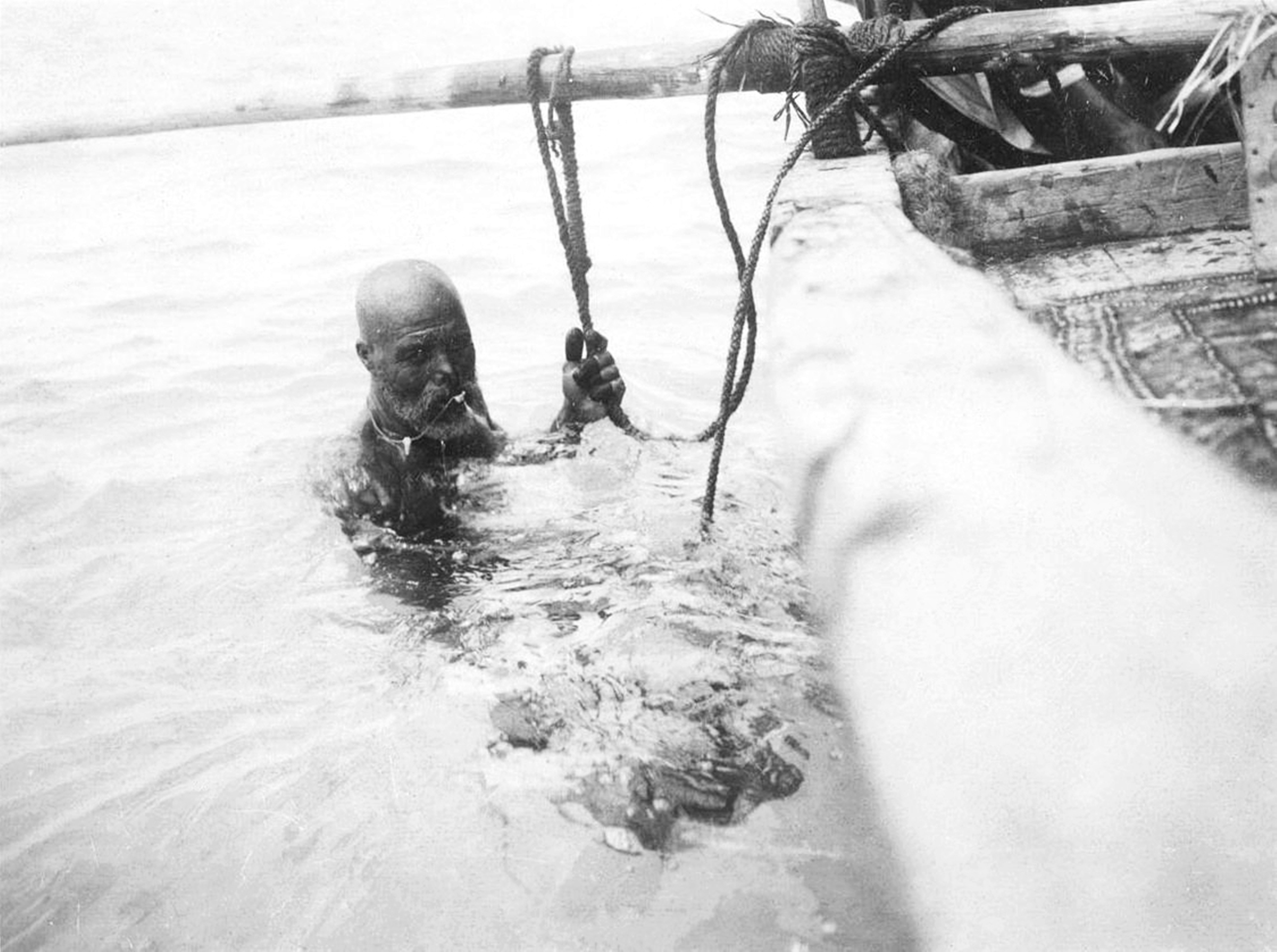
الغوص بحثا عن اللؤلؤ في البحرين، مارس 1911. في ذلك الوقت كان عمال صناعة اللؤلؤ يهيمن عليهم العبيد.

كانت العبودية العلنية قائمة في البحرين حتى ثلاثينيات القرن العشرين. وألغيت العبودية رسميا في البحرين عام 1937. وانتهت العبودية في البحرين في وقت أبكر من أي دولة خليجية أخرى باستثناء إيران والعراق. وينحدر العديد من أفراد الأقلية الأفريقية العربية من العبيد السابقين. وحل محل عبودية الأشخاص من أفريقيا وشرق آسيا نظام الكفالة الحديث للعمال الفقراء من نفس المنطقة التي كان العبيد يستوردون منها سابقا.

## التاريخ
في تسعينيات القرن التاسع عشر اكتسبت الإمبراطورية البريطانية السيطرة على البحرين. ومع ذلك لم يتدخل البريطانيون في السياسة الداخلية للدولة بل اكتفوا بالحفاظ على السلام مع أصحاب السلطة الأصليين وحماية المواطنين البريطانيين وإدارة الاتصالات مع المجتمع الدولي حيث أكدوا أن البحرين تمتثل لنفس المعاهدات الدولية التي وقعها البريطانيون أنفسهم.

### تجارة الرقيق
خلال الإمبراطورية العمانية (1692-1856) كانت عمان مركزا لتجارة الرقيق في زنجبار. كان يتم تهريب العبيد من ساحل السواحلي في شرق إفريقيا عبر زنجبار إلى عمان. ومن عمان تم تصدير العبيد إلى بقية شبه الجزيرة العربية وبلاد فارس بما في ذلك إمارات الساحل المتصالح وقطر والبحرين والكويت. بدأت تجارة الرقيق العمانية من إفريقيا في الانكماش في أواخر القرن التاسع عشر.
كان هناك طريق ثان لتجارة الرقيق حيث كان يتم تهريب أشخاص من أفريقيا وشرق آسيا إلى جدة في شبه الجزيرة العربية فيما يتعلق بالحج إلى مكة والمدينة. كان الضحايا يخدعون للقيام بالرحلة طوعا معتقدين أنهم ذاهبون إلى الحج أو يعملون كخدم ثم يتم بيعهم عند وصولهم. ثم يتم تصدير هؤلاء العبيد من الحجاز إلى عمان وإمارات الساحل المتصالح وقطر والبحرين والكويت.
في الأربعينيات من القرن العشرين لوحظ طريق ثالث لتجارة الرقيق حيث تم شحن البلوش من بلوشستان عبر الخليج العربي وكان العديد منهم قد باع أنفسهم أو أطفالهم للهروب من الفقر. في عام 1943 ذكر أن الفتيات البلوش يتم شحنهن عبر عمان وإمارات الساحل المتصالح إلى مكة حيث كن شائعات كمحظيات حيث لم تعد الفتيات القوقازيات متاحات وتم بيعهن مقابل 350-450 دولارا.

### الوظيفة والظروف

#### الإماء
كانت الإماء تستخدم في المقام الأول إما كخادمات منزليات أو محظيات (عبيد جنس) بينما كان العبيد الذكور يستخدمون في المقام الأول في صناعة اللؤلؤ كغواصين لؤلؤ.
كانت النساء الأفريقيات السود يستخدمن في المقام الأول كعبيد منزليات وليس فقط للخدمات الجنسية بينما كانت النساء القوقازيات البيض (عادة الشركس أو الجورجيات) مفضلات كمحظيات (عبيد جنس) وعندما أصبح الوصول إلى طريق العبودية الرئيسي لفتيات العبيد البيض أكثر صعوبة بعد غزو روسيا للقوقاز وآسيا الوسطى في منتصف القرن التاسع عشر أصبحت النساء البلوشيات والإثيوبيات "الحمر" (الأورومو والسيدامو) الأهداف المفضلة للعبودية الجنسية. كانت العبيد غير الأفريقيات يُبعن في الخليج العربي حيث تم شراؤهن للزواج وكان عدد العبيد أقل وكانوا في الغالب من الأرمن أو الجورجيين أو من بلوشستان والهند. في عام 1924 حظر القانون استعباد الفتيات البيض (عادة الأرمن أو الجورجيات) على الأراضي الكويتية ولكن في عام 1928 تم اكتشاف ما لا يقل عن 60 فتاة بيضاء.
غالبا ما كانت العبيد الإناث يستخدمن في الخدمات الجنسية كمحظيات لفترة من الوقت ثم يتم بيعهن أو تزويجهن لعبيد آخرين وكان أصحاب العبيد يرتبون الزواج والطلاق لعبيدهم وكان ذرية العبدين يصبحون عبيدا بدورهم. كان من الشائع أن يطالب أصحاب العبيد بالخدمات الجنسية للعبيد المتزوجات عندما يكون الزوج بعيدا لفترات طويلة من الزمن للصيد من أجل اللؤلؤ أو الأسماك أو العمل المماثل وكان الاعتداء الجنسي سببا شائعا يذكر عندما تتقدم العبيد الإناث بطلب العتق في الوكالة البريطانية. كان من الشائع أن يستخدم الرجال العرب الخدمات الجنسية للنساء الأفريقيات المستعبدات ولكن العبد الأفريقي الذكر الذي يمارس الجنس مع امرأة عربية محلية "من دم نقي" كان يتم إعدامه للحفاظ على شرف القبيلة والمكانة الاجتماعية بغض النظر عما إذا كان الزوجان متزوجين أم لا.
كان عدد العبيد الإناث في الخليج العربي مرتفعا أو أعلى من عدد العبيد الذكور ولكن عدد العبيد الإناث اللاتي تقدمن بطلبات للإعتاق في الوكالات البريطانية في الخليج العربي كان أقل بكثير (280 فقط من 950 حالة موثقة في الفترة 1921-1946) ويرجع ذلك على الأرجح إلى أنه في المجتمع الإسلامي في الخليج العربي حيث كانت النساء مستبعدات من العمل المأجور والحياة العامة كان من المستحيل على المرأة المحررة أن تعيش بدون حامي ذكر.
أفاد البريطانيون رسميا أنه تم إعتاق 46 عبدة منزلية في البحرين في الفترة 1929-1930.

#### العبيد الذكور
كانت العمالة الزراعية في العالم الإسلامي في العصور الوسطى تتألف في الغالب من العمالة المأجورة ولكن العبيد كانوا يستخدمون في العمل الزراعي في البحرين في القرن الحادي عشر أثناء الدولة القرمطية.
كان العبيد الذكور يستخدمون في عدد من المهام: كجنود وغواصين للؤلؤ وعمال مزارع وعمال محاصيل نقدية وبحارة وعمال أرصفة وحمالين وعمال قنوات ري وصيادين، وخدم منازل.

## النشاط ضد تجارة الرقيق
كانت الإمبراطورية البريطانية بعد توقيعها على اتفاقية العبودية لعام 1926 ملزمة بمحاربة العبودية وتجارة الرقيق في جميع الأراضي الخاضعة للسيطرة المباشرة أو غير المباشرة للإمبراطورية البريطانية. ولأن البحرين كانت رسميا تحت السيطرة البريطانية كان من المتوقع أن يفرض البريطانيون هذه السياسة في المنطقة. رسميا أعلن البريطانيون أنهم فعلوا ذلك تماما ولكن في الواقع كان البريطانيون يتسامحون مع العبودية وتجارة الرقيق.
اعتبر البريطانيون أن سيطرتهم على المنطقة غير كافية للقيام بشيء بشأن العبودية وتجارة الرقيق. أبلغ مكتب الهند البريطاني السلطات البريطانية أن أي محاولات لفرض أي معاهدة لمكافحة العبودية في المنطقة قد تتسبب في اضطرابات اقتصادية وسياسية لأن العبودية "متجذرة بعمق في التاريخ الديني والسياسي". لذلك كانت السياسة البريطانية هي طمأنة عصبة الأمم بأن قطر اتبعت نفس معاهدات مكافحة العبودية التي وقعها البريطانيون ولكن في الوقت نفسه منع أي عمليات مراقبة دولية للمنطقة والتي من شأنها دحض هذه الادعاءات.
في عامي 1932 و1935 رفضت السلطات الاستعمارية البريطانية التدخل في عبودية إمارات الساحل المتصالح وقطر والبحرين والكويت لأنها كانت تخشى أن تفقد السيطرة على المنطقة إذا حاولت فرض سياسة ضد العبودية وبالتالي منعت جميع عمليات المراقبة الدولية للمنطقة والتي قد تجبرها على اتخاذ إجراء.
في عام 1932 ذكر التقرير الرسمي لمكتب الهند إلى لجنة الخبراء المعنية بالعبودية أن العبودية في البحرين كانت تقتصر على العبيد المنزليين وأن 46 عبدا قد تم تحريرهم في عامي 1929 و1930.
في عام 1935 أكدت السلطات البريطانية لعصبة الأمم أنه باستثناء الكويت فإن جميع الدول الخاضعة للسيطرة البريطانية على الخليج العربي مثل إمارات الساحل المتصالح وقطر والبحرين قد حظرت تجارة الرقيق بسبب المعاهدات مع البريطانيين ولكن في الوقت نفسه رفض البريطانيون أي عمليات تفتيش دولية في المنطقة من شأنها أن تكشف عن وجود تجارة رقيق كبيرة في الواقع وخاصة داخل صناعة أسماك اللؤلؤ حيث كان العبيد يعاملون بقسوة خاصة.
في عام 1936 اعترف البريطانيون في تقريرهم إلى عصبة الأمم بأن العبودية وتجارة الرقيق لا تزال مستمرة في إمارات الساحل المتصالح وعمان وقطر لكنهم زعموا أنها كانت محدودة وأن جميع العبيد الذين طلبوا اللجوء في مكتب الوكلاء البريطانيين في الشارقة منحوا العتق وأن تجارة الرقيق توقفت تماما في الكويت والبحرين. في الواقع كانت التقارير البريطانية تقلل عمدا من حجم تجارة الرقيق الفعلية الكبيرة الجارية في المنطقة ورفضت السماح بالتفتيش الدولي.

### الإلغاء
أصدر حاكم البحرين حمد بن عيسى آل خليفة إعلانا يحظر رسميا امتلاك العبيد في عام 1937. كانت البحرين أول دولة في الخليج العربي تحظر العبودية وتجارة الرقيق تلتها الكويت في عام 1949.
أصدر السير جورج ماكسويل الذي أصدر "مراجعة عالمية للعبودية" للجنة الاستشارية للخبراء في العبودية التابعة لعصبة الأمم في عام 1936 ضغوطا على حاكم البحرين لإلغاء العبودية. رأى حاكم البحرين أنه من الضروري سياسيا تلبية رغبة البريطانيين وجورج ماكسويل وبالتالي حظر العبودية ولكن بناء على نصيحة مستشاريه تم تسمية الحظر بمثابة تذكير بأن العبودية محظورة بالفعل من أجل إنقاذ ماء الوجه.
في عام 1957 ضغط البريطانيون على حكام الخليج العربي لقبول اتفاقية العبودية التكميلية لعام 1956 وفقا للتطبيق الاستعماري وقد قبلت الكويت وقطر والبحرين هذا لكن حكام إمارات الساحل المتصالح صرحوا بأن مثل هذا القانون لا يمكن فرضه.
العديد من أعضاء الأقلية الأفريقية العربية هم من نسل العبيد السابقين.

## العبودية الحديثة

### نظام الكفالة في البحرين
بعد إلغاء العبودية تم توظيف العمال المهاجرين الفقراء بموجب نظام الكفالة والذي تم مقارنته بالعبودية.
في فقه التبني الإسلامي يشير مصطلح "الكفالة" إلى تبني الأطفال. تم توسيع قانون الكفالة الأصلي ليشمل نظام الكفالة لمدة محددة للعمال المهاجرين في العديد من البلدان في أواخر القرن العشرين. هذا النظام الحديث له أصوله في ممارسات العمل المتعلقة بصيد اللؤلؤ. في الخليج العربي كانت صناعة صيد اللؤلؤ تهيمن عليها العمالة المستعبدة وقبل إلغاء العبودية في القرن العشرين كان العبيد يستخدمون كغواصين لللؤلؤ.
في العقود الأولى من القرن الحادي والعشرين أصبح نظام العمال المهاجرين يشار إليه على نطاق واسع باللغة الإنجليزية باسم "نظام الكفالة". تشير كلمة الكفالة إلى الراعي المحلي للتوظيف في نظام الكفالة.
في عام 2009 كانت البحرين أول دولة في مجلس التعاون الخليجي تطالب بإلغاء نظام الكفالة. وفي بيان عام شبه وزير العمل مجيد العلوي النظام بالعبودية. وفي أبريل 2009 تم إدخال تغييرات على الاقتراح التنظيمي لسوق العمل وتم تنفيذها اعتبارا من 1 أغسطس 2009. وبموجب القانون الجديد يتم رعاية المهاجرين من قبل هيئة تنظيم سوق العمل ويمكنهم الانتقال من صاحب عمل إلى آخر دون موافقة صاحب العمل. ويتطلب الأمر إخطارا لمدة ثلاثة أشهر لترك العمل لدى صاحب العمل.
ومع ذلك في نوفمبر 2009 ذكرت منظمة هيومن رايتس ووتش أن "السلطات لا تفعل الكثير لفرض الامتثال" على "أصحاب العمل الذين يحجبون الأجور وجوازات السفر عن الموظفين المهاجرين ... الممارسات [التي] تعتبر غير قانونية بموجب القانون البحريني".
في عام 2009 أعلنت البحرين أنها ستنهي نظام الكفالة مستشهدة بمخاوف حقوق الإنسان المرتبطة بالاتجار بالبشر والعبودية الجنسية. تم تعديل قانون تنظيم سوق العمل مما جعل هيئة تنظيم سوق العمل الراعي الرسمي للعمال المهاجرين والأهم من ذلك السماح للعمال المهاجرين بترك صاحب عملهم دون موافقة الأخير. في ديسمبر 2016 أعلنت الحكومة البحرينية الإلغاء الرسمي والكامل لنظام الكفالة مرة أخرى.
تشمل المبادرات التشريعية الأخرى لحماية حقوق العمال في البحرين قانون العمل في القطاع الخاص لعام 2012 والذي يركز من بين أمور أخرى على عدد أيام المرض والإجازة السنوية والتعويض عن الفصل التعسفي والغرامات المفروضة على انتهاكات قانون العمل وتبسيط النزاعات العمالية. قدمت الحكومة البحرينية قانونا للاتجار بالبشر لعام 2008 لتغطية العديد من انتهاكات قانون العمل الشائعة على سبيل المثال حجب الأجور. وعلاوة على ذلك في أواخر عام 2016 كانت البحرين تدرس السماح بإصدار تصاريح عمل مرنة للعمال غير الحاصلين على وثائق مما يمنحهم القدرة على العمل لدى أكثر من صاحب عمل حتى بدون تأشيرة قانونية.